# Modesto
Modesto, conocida oficialmente como Ciudad de Modesto (inglés: City of Modesto), es la sede del condado de Stanislaus, California, Estados Unidos. De acuerdo con el censo de los Estados Unidos de 2020, la ciudad tenía una población de 218 464 habitantes. Modesto es la ciudad principal del área metropolitana de Modesto, en la que se incluye el condado de Stanislaus. En el censo de los Estados Unidos de 2020, el área metropolitana tenía una población de 514 453 habitantes. Su población se ha incrementado drásticamente en las últimas décadas, convirtiéndose en la decimoctava ciudad más grande de California en términos de población. En 2010, Modesto tenía una población de 62 010 habitantes mexicanos.
Es la ciudad natal, entre otros, del nadador olímpico Mark Spitz, del director de cine George Lucas y del actor Jeremy Renner.

## Clima
| Parámetros climáticos promedio de Modesto, California (Aeropuerto de la ciudad-condado de Modesto), normales 1991–2020, extremos 1927–presente | Parámetros climáticos promedio de Modesto, California (Aeropuerto de la ciudad-condado de Modesto), normales 1991–2020, extremos 1927–presente | Parámetros climáticos promedio de Modesto, California (Aeropuerto de la ciudad-condado de Modesto), normales 1991–2020, extremos 1927–presente | Parámetros climáticos promedio de Modesto, California (Aeropuerto de la ciudad-condado de Modesto), normales 1991–2020, extremos 1927–presente | Parámetros climáticos promedio de Modesto, California (Aeropuerto de la ciudad-condado de Modesto), normales 1991–2020, extremos 1927–presente | Parámetros climáticos promedio de Modesto, California (Aeropuerto de la ciudad-condado de Modesto), normales 1991–2020, extremos 1927–presente | Parámetros climáticos promedio de Modesto, California (Aeropuerto de la ciudad-condado de Modesto), normales 1991–2020, extremos 1927–presente | Parámetros climáticos promedio de Modesto, California (Aeropuerto de la ciudad-condado de Modesto), normales 1991–2020, extremos 1927–presente | Parámetros climáticos promedio de Modesto, California (Aeropuerto de la ciudad-condado de Modesto), normales 1991–2020, extremos 1927–presente | Parámetros climáticos promedio de Modesto, California (Aeropuerto de la ciudad-condado de Modesto), normales 1991–2020, extremos 1927–presente | Parámetros climáticos promedio de Modesto, California (Aeropuerto de la ciudad-condado de Modesto), normales 1991–2020, extremos 1927–presente | Parámetros climáticos promedio de Modesto, California (Aeropuerto de la ciudad-condado de Modesto), normales 1991–2020, extremos 1927–presente | Parámetros climáticos promedio de Modesto, California (Aeropuerto de la ciudad-condado de Modesto), normales 1991–2020, extremos 1927–presente | Parámetros climáticos promedio de Modesto, California (Aeropuerto de la ciudad-condado de Modesto), normales 1991–2020, extremos 1927–presente |
| Mes | Ene. | Feb. | Mar. | Abr. | May. | Jun. | Jul. | Ago. | Sep. | Oct. | Nov. | Dic. | Anual |
| --- | --- | --- | --- | --- | --- | --- | --- | --- | --- | --- | --- | --- | --- |
| Temp. máx. abs. (°C) | 23.9 | 26.7 | 31.7 | 37.8 | 41.7 | 44.4 | 45 | 43.9 | 44.4 | 38.3 | 31.1 | 23.9 | 45 |
| Temp. máx. media (°C) | 13.4 | 16.8 | 20.1 | 23.2 | 27.8 | 32.1 | 35 | 34.2 | 31.7 | 26.1 | 18.7 | 13.4 | 24.4 |
| Temp. media (°C) | 8.6 | 11.1 | 13.7 | 16.2 | 19.9 | 23.6 | 26 | 25.4 | 23.3 | 18.4 | 12.5 | 8.6 | 17.3 |
| Temp. mín. media (°C) | 3.8 | 5.4 | 7.3 | 9.1 | 12.1 | 15.1 | 17.1 | 16.7 | 14.8 | 10.8 | 6.2 | 3.7 | 10.2 |
| Temp. mín. abs. (°C) | -7.8 | -4.4 | -2.8 | -1.1 | 0 | 3.9 | 7.8 | 7.8 | 4.4 | -1.7 | -3.9 | -7.8 | -7.8 |
| Precipitación total (mm) | 66.3 | 60.5 | 51.8 | 27.2 | 13.5 | 3 | 0 | 0.5 | 6.6 | 17.3 | 34.5 | 51.8 | 333 |
| Días de precipitaciones (≥ 0.2 mm) | 9.7 | 9.1 | 8.2 | 4.7 | 3.0 | 1.0 | 0.1 | 0.1 | 0.4 | 2.3 | 5.6 | 9.1 | 53.3 |
| Días de nevadas (≥ 0.2 cm) | 0.1 | 0.0 | 0.0 | 0.0 | 0.0 | 0.0 | 0.0 | 0.0 | 0.0 | 0.0 | 0.0 | 0.0 | 0.1 |
| Horas de sol | 195.3 | 176.4 | 254.2 | 315 | 350.3 | 363 | 375.1 | 372 | 345 | 229.4 | 201 | 186 | 3362.7 |
| Fuente n.º 1: WRCc (precipitaciones 1981-2010)                                                                                                 | | | | | | | | | | | | | |
| Fuente n.º 2: National Weather Service | | | | | | | | | | | | | |

## Ciudades hermanas
Modesto tiene cinco ciudades hermanas:
- Aguascalientes, México
- Jmelnytsky, Ucrania
- Kurume, Japón
- Vernon, Canadá
- Vijayawada, India